# Casa de Harry E. Donnell
La casa de Harry E. Donnell, también conocida como The Hill, es una mansión histórica de estilo Tudor de 33 habitaciones ubicada en la costa norte de Long Island, en 71 Locust Lane, Eatons Neck, condado de Suffolk, Nueva York. 

## Historia
Fue diseñada por el arquitecto de Nueva York Harry E. Donnell para su esposa, Ruth Robinson Donnell, en 200 acres (80,9 ha) de tierra entregada a la pareja por el padre de Ruth, George H. Robinson. Fue construida en junio de 1902 y terminada en enero de 1903 por Randall and Miller Company de Freeport, Nueva York. Cuando se completó, tenía dos frentes de agua. El jardín este se extendía desde la mansión hasta Duck Island Harbor y tenía vistas panorámicas de Long Island Sound, mientras que el jardín sur se extendía hasta Northport Bay. Cerca de 80 acres (32,4 ha) al noroeste de la mansión se transformó en un campo de golf.
En 1927, la propiedad se subdividió y se creó Eaton Harbors Corporation para mantener las carreteras y playas privadas para los nuevos propietarios de la subdivisión. Durante la Gran Depresión, se vendieron lotes de tierra de la parcela para construir lentamente. En 1964, la mansión y 4 acres (1,6 ha) fueron vendidos por Nicholas Donnell Ward a la familia Lang, y en 1977 comprados por las familias Treuting y McBrien. En 1987, fue adquirida por Robert Gerlach.

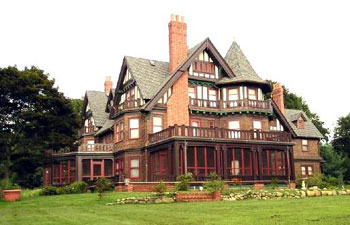
Lado este de Mansion en 1997

En 1997, la mansión se vendió a la familia Carr, quienes obtuvieron los planos arquitectónicos originales de Nicholas D. Ward y los utilizaron para restaurar la mansión a su diseño y acabado originales.
Se agregó al Registro Nacional de Lugares Históricos en 1985.